# Multilateral Force
Die Multilateral Force (MLF), deutsch: Multilaterale Atomstreitmacht, war zur Regierungszeit von John F. Kennedy ein amerikanischer Vorschlag von 1963, neben U-Booten auch eine Flotte von rund 25 Kriegsschiffen der NATO zu produzieren, die jeweils mit SLBMs des Typs Polaris ausgerüstet werden sollten und über eine Reichweite von 4.500 km verfügen. Raketen und Sprengköpfe sollten gemeinsamer Besitz der beteiligten NATO-Länder sein und unter einem gemeinsamen NATO-Kommando stehen. Damit sollte den nicht-nuklearen Mächten des Bündnisses, zu denen auch die Bundesrepublik Deutschland gehörte, die Möglichkeit geboten werden, sich am Besitz, dem Bedienungspersonal und an der Kontrolle einer Atomstreitmacht zu beteiligen.

## Diskussionen in der NATO
Der Vorschlag wurde unter den NATO-Ländern lange diskutiert, scheiterte jedoch, weil außer der Bundesrepublik Deutschland und den USA kein Land bereit war, einen substantiellen Teil der Finanzierung zu übernehmen. Allerdings stimmten die Niederlande am 20. Februar 1964 einer Beteiligung an der multilateralen Nuklearflotte zu, während Belgien am 3. März 1964 eine Beteiligung ablehnte. Am 3. März 1964 gab der Führer der britischen Labour Party Harold Wilson bei einem Besuch in den USA bekannt, im Falle eines Wahlsiegs bei den Parlamentswahlen, einer multilateralen Nuklearstreitmacht der NATO nicht zuzustimmen.
Mit dem Wahlsieg Wilsons am 16. Oktober 1964 scheiterte auch von Seiten Großbritanniens dieses Vorhaben. Im Dezember 1964 bot der britische Premier Wilson den USA den Plan einer Atlantic Nuclear Force (ANF) der NATO an, der ebenso nicht realisiert wurde. Frankreich wiederum baute eine von Bündnisverpflichtungen unabhängige Atomstreitmacht auf und verließ 1966 einen Großteil der militärischen Strukturen der NATO. Damit wurde deutlich, dass die Probleme, die aus der nuklearen Hegemonie der USA in der NATO resultierten, mit dem Plan des Aufbaus einer MLF nicht zu lösen waren. Obwohl der Aufbau scheiterte, konnte allerdings auf politisch-militärischer Ebene durch die Nukleare Planungsgruppe (NPG) ab 1967 ein Mitgliedergremium der NATO (ohne Frankreich) für die Rolle der Atomwaffen im Bündnis gegründet werden.

## Vorgeschichte und politischer Hintergrund
Nach der Kuba-Krise hatten der britische Premier Harold Macmillan und Kennedy bei einem Treffen 1962 in Nassau auf den Bahamas die Vereinbarung von Nassau unterzeichnet, um damit die atomare Verteidigung Großbritanniens an die USA zu binden. London verzichtete damit darauf, eine eigenständige Atomstreitmacht aufzubauen. Die USA ihrerseits integrierte mit Großbritannien einen Teil Westeuropas in die von ihr geführte Atlantische Allianz.
Charles de Gaulle interpretierte diese Vereinbarung als Versuch der USA, eine eigene europäische Weltpolitik zu verhindern. Seine Vision war ein starkes Europa der Nationen unter französischer Führung, das durch eine unabhängige atomare Bewaffnung in der Lage sein sollte, eine Weltmachtrolle zu spielen. Für die Bundesrepublik entstand durch diese Spannungen eine schwierige Lage. In der Ära Adenauers war ein enges Zusammengehen mit Frankreich die Regel gewesen. Nun aber stellte sich die Frage, ob die Bundesrepublik auf Distanz zur Allianz gehen und mit Frankreich eine deutsch-französische Sicherheitspolitik betreiben sollte, oder ob nicht die amerikanischen Sicherheitsgarantien für Deutschland unersetzlich waren. Frankreichs atomare Streitmacht war noch im Aufbau begriffen, sodass die gaullistische Option in Deutschland keine Mehrheit fand.
Wichtiger Grund für das Scheitern der MLF war jedoch auch, dass bereits die britische Regierung unter Macmillan eigentlich gegen das Projekt eingestellt war. Sein Amtsnachfolger Wilson erklärte 1967 gegenüber de Gaulle, seine Regierung habe die MLF schließlich mutwillig und mehr oder weniger eigenhändig verhindert. Beide britischen Regierungen fürchteten, die MLF könne den Status des Vereinigten Königreichs als eine von nur drei Atommächten in der NATO mindern oder der erste Schritt hin zu einer eigenständigen nuklearen Bewaffnung der Bundesrepublik Deutschland sein.

## Praktische Demonstration
Der Zerstörer der United States Navy Biddle wurde von Juni 1964 bis Ende 1965 für 18 Monate mit einer gemischten Besatzung betrieben. Durch diese „mixed manning demonstration“ sollte die Praktikabilität von mit Angehörigen der Streitkräften verschiedener Staaten in einer gemischtnationalen Besatzung gemannten Schiffen geprüft werden. Ein Drittel der Besatzung des während des Experimentzeitraums in USS Claude V. Ricketts umgetauften Schiffs wurde von der US Navy gestellt, zwei Drittel von den Marinen der Bundesrepublik Deutschland, Italiens, Griechenlands, des Vereinigten Königreichs, der Niederlande und der Türkei. Obwohl die mixed manning demonstration als großer Erfolg gewertet wurde, blieb sie nach Scheitern der MLF einstweilen eine einmalige Erscheinung.